# جایزه بزرگ آفریقای جنوبی ۱۹۷۲
جایزه بزرگ آفریقای جنوبی ۱۹۷۲ (انگلیسی: ‎1972 South African Grand Prix‎) یک مسابقهٔ موتوری در رشتهٔ اتومبیل‌رانی فرمول یک بود که در تاریخ ۴ مارس ۱۹۷۲ در کیالامی واقع در میدراند، خاوتنگ، آفریقای جنوبی برگزار شد. این گراند پری در میان ۱۲ گراند پری در فصل ۱۹۷۲، مسابقهٔ شمارهٔ ۲ بود.
در این مسابقه که در ۷۹ دور و به مسافت ۳۲۴٫۲۱۶ کیلومتر (۲۰۱٫۴۵۸ مایل) برگزار شد، پول پوزیشن توسط جکی استوارت کسب شد و سریع‌ترین زمان برای طی یک دور پیست که برابر با ۱:۱۸٫۹ بود نیز توسط مایک هیلوود به ثبت رسید.
دنی هیولم از تیم مک‌لارن-فورد، امرسون فیتیپالدی از تیم لوتوس-فورد و پیتر روسون از تیم مک‌لارن-فورد به‌ترتیب مقام‌های اول تا سوم مسابقه را کسب کردند.

## رده‌بندی قهرمانی پس از مسابقه
|       | جایگاه | راننده           | امتیاز |
| ----- | ------ | ---------------- | ------ |
| ۱     | ۱      | دنی هیولم        | ۱۵     |
| ۱     | ۲      | جکی استوارت      | ۹      |
| ۹     | ۳      | امرسون فیتیپالدی | ۶      |
| ۱     | ۴      | ژاکی ایکس        | ۴      |
| ۷     | ۵      | پیتر روسون       | ۴      |
| منبع: |        |                  |        |

|       | جایگاه | سازنده      | امتیاز |
| ----- | ------ | ----------- | ------ |
| ۱     | ۱      | مک‌لارن-فورد | ۱۵     |
| ۱     | ۲      | تایرل-فورد  | ۹      |
|       | ۳      | فراری       | ۷      |
| ۴     | ۴      | لوتوس-فورد  | ۶      |
|       | ۵      | مارچ-فورد   | ۳      |
| منبع: |        |             |        |

یادداشت
- تنها پنج جایگاه نخست از هر رده‌بندی نمایش داده شده‌است.